# Ludvík Svoboda (poslanec)
Ludvík Svoboda (26. července 1929 – ???) byl český a československý politik a poúnorový poslanec Národního shromáždění ČSSR a Sněmovny lidu Federálního shromáždění, zpočátku bezpartijní, pak člen Komunistické strany Československa.

## Biografie
Ve volbách roku 1960 byl zvolen do Národního shromáždění ČSSR za Středočeský kraj jako bezpartijní kandidát. Podílel se na projednání nové ústavy ČSSR v roce 1960. Mandát obhájil ve volbách v roce 1964, nyní již jako poslanec KSČ. V Národním shromáždění zasedal až do konce jeho funkčního období v roce 1968.
K roku 1968 se profesně uvádí jako nástrojař z obvodu Benešov.
Po federalizaci Československa usedl roku 1969 do Sněmovny lidu Federálního shromáždění (volební obvod Benešov), kde setrval do července 1971, kdy rezignoval na poslaneckou funkci.